# Secretaría General del Tesoro
La Secretaría General del Tesoro y Financiación Internacional de España es el órgano directivo del Ministerio de Economía, Comercio y Empresa, adscrito a la Secretaría de Estado de Economía y Apoyo a la Empresa, encargado de la representación de España en los distintos organismos económicos internacionales, el control de los mercados financieros y las negociaciones de deuda externa entre España y otros países.

## Historia
La Secretaría General del Tesoro fue creada por primera vez a finales del año 2011 bajo la presidencia de Mariano Rajoy. El órgano más parecido que le precedió, al tener la secretaría general el rango de Subsecretaría, fue la Subsecretaria del Tesoro y Gastos Públicos que existió entre 1959 y 1967, aunque esta tenía muchas más competencias dentro del departamento y no solo en el ámbito del Tesoro Público.
Cuando se creó en el gobierno de Rajoy, recibió el nombre de Secretaría General del Tesoro y Política Financiera y solo poseía órganos inferiores como las subdirecciones generales de Legislación y Política Financiera, de Asuntos Económicos y Financieros de la Unión Europea, de Análisis Estratégico y Sistema Financiero Internacional y de Inspección y Control de Movimientos de Capitales. Esta nueva secretaría general asumió desde su creación las funciones de la Dirección General de Financiación Internacional y de la Dirección General del Tesoro y Política Financiera, en este último caso hasta que en 2014 se recuperó este órgano de nuevo subordinándolo a la secretaría general.
El 22 de junio de 2018, el nuevo Gobierno con la ministra Nadia Calviño al frente del Ministerio de Economía cambió la denominación a la de Secretaría General del Tesoro y Financiación Internacional. Además, en esta reforma se incluyeron cambios de denominación en las subdirecciones generales y se ampliaron hasta cinco. Con la reforma de 2020, se renombraron algunas subdirecciones generales y se potenció el Gabinete Técnico.
En 2023 otra reforma fusionó dos subdirecciones generales dedicadas a las relaciones con organismos y foros internacionales y creó una nueva Subdirección General de Análisis Financiero. Al año siguiente, con el restablecimiento a finales de 2023 de la Dirección General de Financiación Internacional, tres de sus subdirecciones generales —de Asuntos Económicos y Financieros de la Unión Europea, de Bancos Multilaterales de Desarrollo, FMI y G20, y de Gestión de la Deuda Externa y la Financiación Internacional— se adscribieron a esta.

## Estructura y funciones
De la Secretaría General dependen los siguientes órganos:
- La Dirección General del Tesoro y Política Financiera.
- La Dirección General de Financiación Internacional.
- La Subdirección General de Análisis Financiero, a la que le corresponde la coordinación de las autoridades nacionales competentes en materia de estabilidad financiera en el marco de la AMCESFI y el impulso de la adopción de las medidas necesarias, también en materia de gestión de riesgos operativos; el seguimiento y análisis del sector financiero y de la evolución de los mercados nacionales e internacionales, incluyendo la elaboración de informes periódicos; la representación permanente del Reino de España en el Consejo de Estabilidad Financiera y en sus grupos de trabajo, y el seguimiento, elaboración y coordinación de las posiciones del departamento en relación con las iniciativas a nivel europeo e internacional para favorecer la estabilidad financiera y, en particular, las vinculadas con el sistema monetario; la recopilación y explotación de bases de datos económico financieras para la generación de análisis cuantitativo que apoye el diseño, ejecución, seguimiento y evaluación de las políticas financieras; y la coordinación nacional de la preparación y el desarrollo del Financial Stability Assessment Program del FMI.
- La Subdirección General de Coordinación y Gestión, a la que le corresponde el diseño, desarrollo y mantenimiento de las aplicaciones informáticas propias de la Secretaría General, así como la coordinación de la elaboración de la propuesta de anteproyecto de presupuestos, la contratación, la gestión y tramitación de los créditos y gastos asignados a la Secretaría General, y la organización y gestión de los recursos asignados a la misma; todo ello, sin perjuicio de las competencias de otros órganos superiores o directivos del Departamento y en coordinación con ellos.
- El Gabinete Técnico, órgano de apoyo y asistencia inmediata a la persona titular de la Secretaría General, que también realiza el seguimiento de la gestión por parte del FROB de su cartera de participaciones, acciones, títulos y demás instrumentos y, en particular, de la actividad de la Sociedad de Gestión de Activos Procedentes de la Reestructuración Bancaria (SAREB); y presta asesoramiento, y autorizaciones en su caso, en relación con las inversiones de fondos, en cuanto le sea atribuido y, en particular, del Fondo de Reserva de Riesgos de la Internacionalización, del Fondo para la financiación de las actividades del Plan General de Residuos Radioactivos y el asesoramiento del Fondo de Reserva de la Seguridad Social mediante la participación como miembro de la Comisión Asesora de Inversiones y del Comité de Gestión
- La División de Apoyo Técnico y Asesoramiento, a la que le corresponde prestar apoyo técnico y asesoramiento para la implementación de los instrumentos financieros de la Adenda al Plan de Recuperación, Transformación y Resiliencia, en particular, de aquéllos cuya ejecución está prevista a través del Instituto de Crédito Oficial y del Banco Europeo de Inversiones. También presta apoyo técnico a la Subdirección General de Fondos Europeos, que depende directamente del ministro.

Como órgano de asesoramiento legal existe una unidad de la Abogacía del Estado y una Intervención Delegada de la Intervención General de la Administración del Estado para el control económico-financiero interno.

## Presupuesto
La Secretaría General del Tesoro tiene un presupuesto asignado de 582 938 090 € para el año 2023. De acuerdo con los Presupuestos Generales del Estado para 2023, la Secretaría General participa en dos programas:
| Nº Programa                                | Programa                                                | Dotación      | Ref.  |
| ------------------------------------------ | ------------------------------------------------------- | ------------- | ----- |
| 923O                                       | Gestión de la Deuda y de la Tesorería del Estado        | 63 103 430 €  | [ 8 ] |
| 923P                                       | Relaciones con Instituciones Financieras Multilaterales | 519 834 660 € | [ 9 ] |
| Total presupuesto de la Secretaría General | Total presupuesto de la Secretaría General              | 582 938 090 € |       |

## Titulares
1. Iñigo Fernández de Mesa Vargas (2011-2014) (1)
2. Rosa María Sánchez-Yebra Alonso (2014-2016) (1)
3. Emma Navarro Aguilera (2016-2018) (1)
4. Francisco Navarrete Rojas (abril-junio de 2018) (1)
5. Carlos San Basilio Pardo (2018-2021) (1)(2)[10]
6. Carlos Cuerpo Caballero (2021-2023) (2)[11]
7. Paula Conthe Calvo (2024-) (2)[12]

(1) Secretario General del Tesoro y Política Financiera

(2) Secretario General del Tesoro y Financiación Internacional